# Burgfriedenspolitik
|  | No s'ha de confondre amb Burgfrieden. |

La Burgfriedenspolitik (literalment, en català, política de pau de les fortificacions o política de pau dels castells) és un mot alemany que es fa servir per a fer referència a la treva política entre el Partit Socialdemòcrata d'Alemanya (SPD) i altres partits menors amb el govern d'Alemanya durant la Primera Guerra Mundial. L'únic sindicat que va refusar aquesta treva va ser l'Associació Lliure de Sindicats d'Alemanya (FVdG).
A França es fa servir l'expressió equivalent Union Sacrée (literalment, unió sagrada).

## Inici
El 4 d'agost de 1914 a Berlin, el Kaiser Guillem II es va dirigir als partits i els va demanar com a prova que estaven decidits a arribar fins al final, malgrat les dificultats, un acord.
Aquestes frases de Bethmann Hollweg van tenir una gran èxit en el parlament, àdhuc dins la majoria del partit de l'oposició que era l'SPD. I la majoria dels membres s'hi van unir. Un motiu principal va ser que el govern va aconseguir durant la crisi de juliol convèncer el públic que l'imperi alemany s'enfrontava a una guerra defensiva contra Rússia. Es pot dir el mateix d'una gran part de l'SPD i els sindicats. El Reichstag llavors va votar els crèdits de guerra necessaris.
La Comissió General dels Sindicats Alemanys (Generalkommission der Gewerkschaften Deutschlands), l'organització paraigua dels socialdemòcrates relacionats amb els sindicats lliures, ja havia proclamat el 2 d'agost que renunciaria a la vaga en temps de guerra i als augments salarials. El mateix havien declarat el Gewerkvereine i els sindicats cristians. El Reichstag el 4 d'agost decidí renunciar a unes noves eleccions al final de la legislatura, àdhuc a les eleccions complementàries. Durant la guerra, àdhuc renuncià a les sessions plenàries públiques. Àdhuc la premsa s'atura els atacs públics contra el govern i establí una autocensura. No obstant això, la proclamació de l'estat de guerra conduí a mesures de censura contra la premsa.

## Efecte de laBurgfiedenal si de l'SPD
Si l'SPD havia organitzat manifestacions massives per la pau uns dies abans, la seva posició va canviar considerablement després de l'esclat del conflicte. Els pacifistes i els polítics compromesos amb la lluita de classes i l'internacionalisme com Rosa Luxemburg i Karl Liebknecht foren aïllats. Els reformistes convençuts com Eduard David, Wolfgang Heine i Ludwig Frank aconseguiren imposar el vot als crèdits de guerra en el curt temps entre el començament de la guerra el primer d'agost i la decisió del Reichstag el 4 d'agost de 1914. L'SPD i sobretot l'ala dreta van aprofitar l'ocasió per aturar l'acusació segons la qual els socialdemòcrates no tenen pàtria.
Només de manera gradual s'imposà una posició diferenciada. Així, Karl Liebknecht votà en contra dels crèdits de guerra en el segon període de sessions, la qual cosa suposà el primer cop contra l'SPD. Els pocs opositors a la guerra al si de l'SPD es reuneixen el 5 d'agost al Gruppe Internationale d'on va néixer el 1915 el grup Spartacusi la Lliga Espartaquista el 1918. Volien una revolució socialista que també havia d'evitar les guerres del futur amb eficàcia.
Poc temps després es va fundar l'USPD (Partit Socialdemòcrata Independent d'Alemanya, en alemany: Unabhängige Sozialdemokratische Partei Deutschlands). El desembre de 1914 Karl Liebknecht es negà a votar els crèdits de guerra, el mateix feia Otto Rühle el gener de 1915. El 30 de març de 1915, Otto Rühle votà una altra vegada, juntament amb Liebknecht, en contra dels crèdits de guerra en el tercer període de sessions. Durant la guerra el nombre de membres de l'SPD que es pronunciaren contra la guerra esdevingué cada vegada més important.
Uns mesos més tard, els socialistes que ja no es reconeixen en l'acció del seu partit se reuniren a Zimmerwald.

## Decadència delBurgfrieden
Amb la prolongació de la guerra i la victòria que es feia esperar, el Burgfrieden s'enfonsa. Des de 1915 ja, la situació alimentària i la fatiga fan esclatar les primeres vagues i manifestacions. La fi de la política Burgfrieden el 1916 és on la qüestió dels objectius de la guerra es discuteix també per l'opinió pública. Juntament amb representants dels partidaris de la pau de conciliació apareixen els partidaris de les annexions el Deutsche Vaterlandspartei. El malestar social en particular entre la classe obrera creix a mesura que la guerra continua. Els sindicats tenen grans dificultats per mantenir el moviment sota control.

### Escissió de l'SPD i creació dels espartaquistes
La resistència dels oposats al Burgfrieden i contra la guerra com Rosa Luxemburg i Clara Zetkin conduïren a la seva expulsió del partit, juntament a Liebknecht i altres. Molts oposats al Burgfrieden que Liebknecht i Luxemburg el 1916 van ser condemnats a presó i aquest mateix any es va formar el "Gruppe Internacionale", que crearia la Lliga Espartaquista. Amb altres grups d'esquerra revolucionària, el Partit Comunista d'Alemanya es fundà a partir del grup espartaquista durant la Revolució Alemanya de 1918-1919. Per tant, la socialdemocràcia va quedar finalment dividida entre un grup orientat cap a les reformes i un altre orientat a la revolució. Fins al 1922, l'USPD es debat entre aquests dos pols i no es té per tant cap paper significatiu en la República de Weimar.